# 叶卡捷琳娜·达福夫斯卡
叶卡捷琳娜·达福夫斯卡（羅馬化：Ekaterina Dafovska，1975年11月28日—），保加利亚女子冬季两项运动员。她曾代表保加利亚参加1998年、2002年和2006年冬季奥林匹克运动会冬季两项比赛，获得一枚金牌。